# Price of Love (singel)
Price of Love (pol. Cena miłości) – singel zespołu Client promujący album Client wydany w 2003.

## WydaniaToast Hawaii
- 12 Toast Hawaii 001 wydany w kwietniu 2003
  1. Price of Love (Extended Mix)
  2. Client (Harder Sex Mix)
  3. Price of Love (Sie Medway-Smith mix)

- CD Toast Hawaii 001 wydany w kwietniu 2003
  1. Price of Love
  2. Client
  3. Leipzig

- CD wydany w marcu 2004
  1. Price of Love (Extended Mix)
  2. Client (Harder Sex Mix)
  3. Price of Love (Sie Medway-Smith mix)